# Bistum Ostrau-Troppau
Das Bistum Ostrau-Troppau (lat.: Dioecesis Ostraviensis-Opaviensis, tschech.: Biskupství ostravsko-opavské oder Diecéze ostravsko-opavská) mit Sitz in Ostrau ist das jüngste Bistum der römisch-katholischen Kirche in der Tschechischen Republik.

## Geschichte

Bistumswappen Ostrau-Troppau

Es wurde am 30. Mai 1996 von Papst Johannes Paul II. aus dem Erzbistum Olmütz mit der Apostolischen Konstitution Ad Christifidelium spirituali herausgelöst und diesem als Suffraganbistum unterstellt. Es umfasst Mährisch-Schlesien und Gebiete in Nordmähren. Erster Bischof wurde František Václav Lobkowicz. Der Bischof residiert in Mährisch-Ostrau, wo in den Jahren 1998–2000 ein neues Diözesanzentrum errichtet wurde.
Das Gebiet des Bistums enthält insbesondere jenes Gebiet, welches ursprünglich der in der Tschechoslowakei liegende Teil des Erzbistums Breslau darstellte. Dieser mährisch-schlesische Teil wurde erst 1978 an das Erzbistum Olmütz angegliedert.

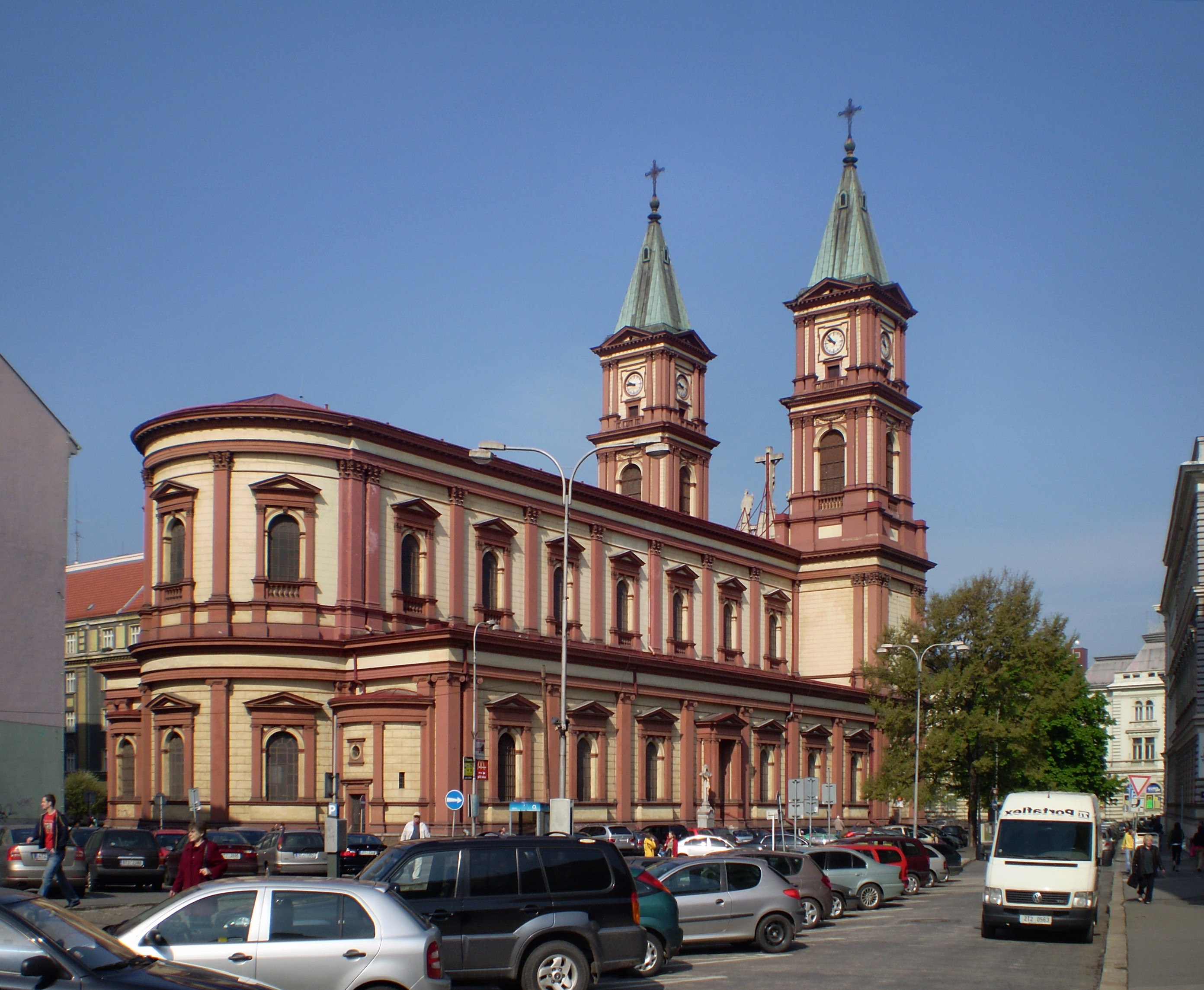
Kathedrale in Ostrau
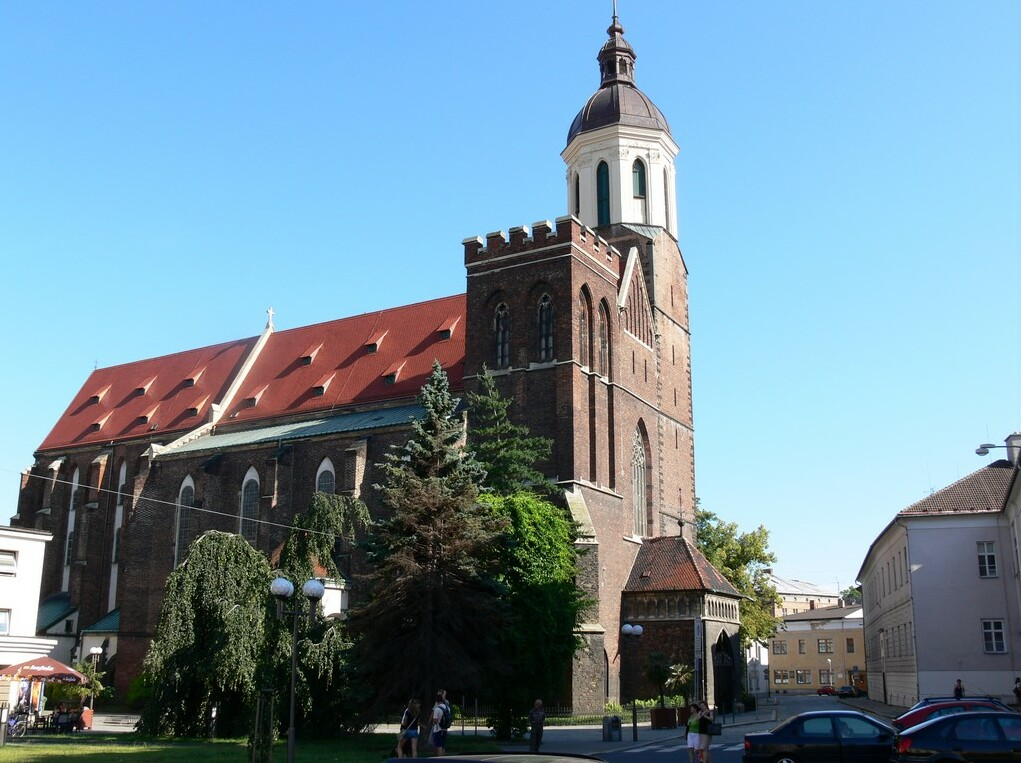
Konkathedrale in Troppau
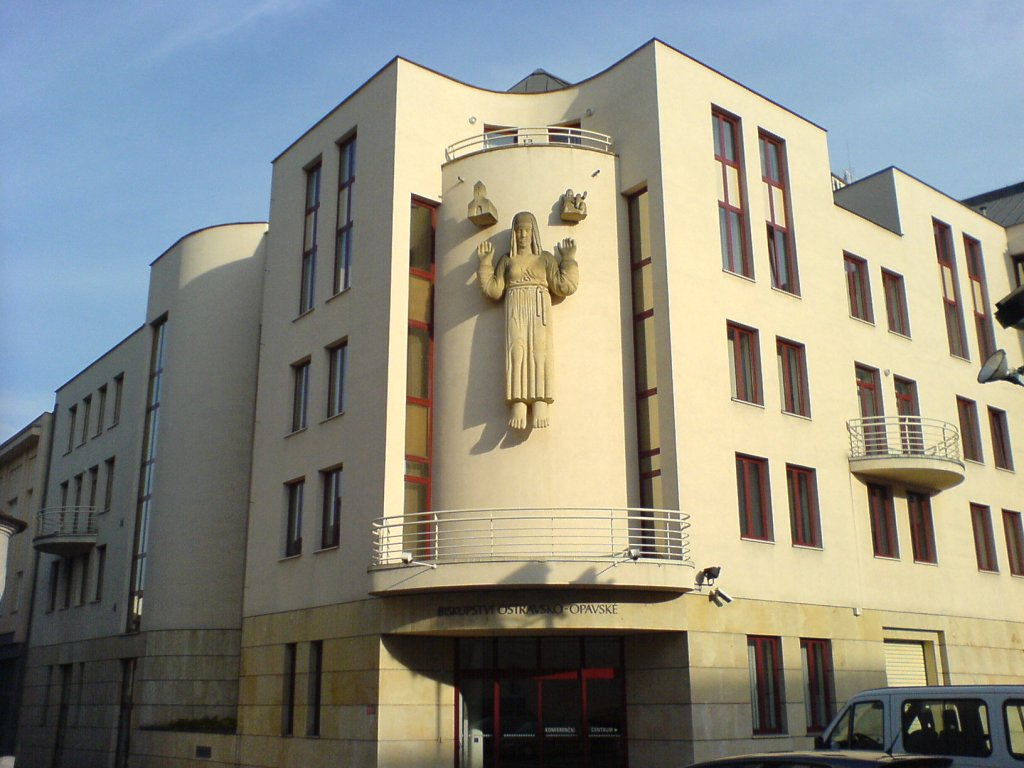
Diözesanzentrum

## Bischöfe
- František Lobkowicz OPraem, 1996–2022
- Martin David, seit 2023